# Anodontites solenidea
Anodontites solenidea, popularmente conhecida como marisco-de-água-doce, é uma espécie de molusco bivalve (animais com uma concha carbonada formada por duas valvas) da família dos micetopodídeos (Mycetopodidae) e subfamília dos anodontitíneos (Anodontitinae). É endêmica da Argentina, Uruguai, Paraguai e Brasil, onde ocorre nos estados de São Paulo, Paraná, Minas Gerais, Espírito Santo, Mato Grosso do Sul, Sergipe, Goiás e Bahia. O rio São Francisco é um dos cursos d'água nos quais há ocorrências da espécie.

## Estado de conservação
Não há informações suficientes sobre seu estado de conservação, pois a União Internacional para a Conservação da Natureza (UICN / IUCN) não possui informações atualizadas devido à falta de estudos. Em 2007, Anodontites solenidea foi classificada como vulnerável na Lista de espécies de flora e fauna ameaçadas de extinção do Estado do Pará; em 2014, como vulnerável no Livro Vermelho da Fauna Ameaçada de Extinção no Estado de São Paulo; e em 2018, como pouco preocupante na Lista Vermelha do Livro Vermelho da Fauna Brasileira Ameaçada de Extinção do Instituto Chico Mendes de Conservação da Biodiversidade (ICMBio). O estilete faz parte das espécies contempladas no Plano de Ação Nacional para a Conservação das espécies Endêmicas e Ameaçadas de Extinção da Fauna da Região do Baixo e Médio Xingu.